# 1936年ガルミッシュ・パルテンキルヘンオリンピックのクロスカントリースキー競技
1936年ガルミッシュ・パルテンキルヘンオリンピックのクロスカントリースキー競技（1936ねんガルミッシュ・パルテンキルヘンオリンピックのクロスカントリースキーきょうぎ）は、1936年1月27日から2月4日までドイツ、ガルミッシュ＝パルテンキルヒェンで行われた。

## 競技結果

### 男子18km
- 1936年2月12日
- エントリー79人：完走72人
- Sports-Reference.com (Olympics) のアーカイブ (英語)
- 1936年ガルミッシュ・パルテンキルヘンオリンピックのクロスカントリースキー競技 - Olympedia（英語）
- ガルミッシュパルテンキルヒェンオリンピック公式記録(PDF):P323-P324

| 順位 | 名前                             | 国・地域         | 記録          |
| ---- | -------------------------------- | ---------------- | ------------- |
| 1    | エリック＝アウグスト・ラーション | スウェーデン     | 1時間14分38秒 |
| 2    | オッドビョルン・ハーゲン         | ノルウェー       | 1時間15分33秒 |
| 3    | ペッカ・ニエミ                   | フィンランド     | 1時間16分59秒 |
| 4    | マルティン・マツボ               | スウェーデン     | 1時間17分02秒 |
| 5    | オラフ・ホフスバッケン           | ノルウェー       | 1時間17分37秒 |
| 6    | アルネ・ルスタットストゥエン     | ノルウェー       | 1時間18分13秒 |
| 7    | スロ・ヌルメラ                   | フィンランド     | 1時間18分20秒 |
| 8    | アルツール・ヘーグブロード       | スウェーデン     | 1時間18分55秒 |
| 9    | ビャルネ・イヴェルセン           | ノルウェー       | 1時間18分56秒 |
| 10   | ルカシュ・ミハラク               | チェコスロバキア | 1時間18分56秒 |
| 49   | 山田伸三                         | 日本             | 1時間31分28秒 |
| 55   | 関戸力                           | 日本             | 1時間32分48秒 |
| 56   | 山田銀蔵                         | 日本             | 1時間33分17秒 |
| 59   | 但野寛                           | 日本             | 1時間35分28秒 |

### 男子50km
- 1936年2月15日
- エントリー45人：完走34人
- Sports-Reference.com (Olympics) のアーカイブ (英語)
- 1936年ガルミッシュ・パルテンキルヘンオリンピックのクロスカントリースキー競技 - Olympedia（英語）
- ガルミッシュパルテンキルヒェンオリンピック公式記録(PDF):P341-P342

| 順位 | 名前                       | 国・地域         | 記録          |
| ---- | -------------------------- | ---------------- | ------------- |
| 1    | エリス・ウィクルン         | スウェーデン     | 3時間30分11秒 |
| 2    | アクセル・ウィクストローム | スウェーデン     | 3時間33分20秒 |
| 3    | ニルス・エングルン         | スウェーデン     | 3時間34分10秒 |
| 4    | ジャルマル・ベリストローム | スウェーデン     | 3時間35分50秒 |
| 5    | クラエス・カルッピネン     | フィンランド     | 3時間39分33秒 |
| 6    | アルネ・トゥフト           | ノルウェー       | 3時間41分18秒 |
| 7    | フランス・ヘイッキネン     | フィンランド     | 3時間42分44秒 |
| 8    | ペッカ・ニエミ             | フィンランド     | 3時間44分14秒 |
| 9    | シリル・ムッシール         | チェコスロバキア | 3時間46分12秒 |
| 10   | フランチ・スモレイ         | ユーゴスラビア   | 3時間47分40秒 |
| 28   | 但野寛                     | 日本             | 4時間10分23秒 |
| 34   | 岡山忠雄                   | 日本             | 4時間30分28秒 |

### 男子4×10kmリレー
- 1936年2月10日
- エントリー16チーム：完走15チーム
- Sports-Reference.com (Olympics) のアーカイブ (英語)
- 1936年ガルミッシュ・パルテンキルヘンオリンピックのクロスカントリースキー競技 - Olympedia（英語）
- ガルミッシュパルテンキルヒェンオリンピック公式記録(PDF):P310-P311

| 順位 | 名前                                                                                            | 国・地域         | 記録          |
| ---- | ----------------------------------------------------------------------------------------------- | ---------------- | ------------- |
| 1    | スロ・ヌルメラ クラエス・カルッピネン マッティ・ラーデ カッレ・ヤルカネン                       | フィンランド     | 2時間41分33秒 |
| 2    | オッドビョルン・ハーゲン オラフ・ホフスバッケン スヴェーレ・ブローダール ビャルネ・イヴェルセン | ノルウェー       | 2時間41分39秒 |
| 3    | ジョン・ベリエル エリック・ラーション アルツール・ヘーグブロード マルティン・マツボ             | スウェーデン     | 2時間43分03秒 |
| 4    | ジュリオ・ジェラルディ セヴェリノ・メナルディ ヴィンセンツォ・デメーツ ジョバンニ・カゼバーカー | イタリア         | 2時間50分05秒 |
| 5    | シリル・ムッシール グストル・ベラウアー ルカシュ・ミハラク フランチシェック・シムーネック       | チェコスロバキア | 2時間51分56秒 |
| 6    | フリードル・ドウバー ヴィリー・ボグナー ヘルベルト・ロイポルト トニー・ツェラー                 | ドイツ           | 2時間54分54秒 |
| 7    | ミハウ・ゴースキー マリアン・オルレヴィッチ スタニスワフ・カルペル ブロニスワフ・チェフ         | ポーランド       | 2時間58分50秒 |
| 8    | フリート・ロスナー ハラルト・ボジオ フランツ・ガルヴィッツ ハンス・バウマン                     | オーストリア     | 3時間02分48秒 |
| 9    | ロベール・ジャンドー フェルナン・メルムー レオンス・カルタン アルフレッド・ジャコミ             | フランス         | 3時間03分33秒 |
| 10   | レオン・ナップ アヴグスト・ヤコピッチ アロイズ・クランチニック フランチ・スモレイ               | ユーゴスラビア   | 3時間04分38秒 |
| 12   | 山田銀蔵 関戸力 山田伸三 但野寛                                                                 | 日本             | 3時間10分59秒 |

## 各国メダル数
| 順 | 国・地域     | 金 | 銀 | 銅 | 計 |
| -- | ------------ | -- | -- | -- | -- |
| 1  | スウェーデン | 2  | 1  | 2  | 5  |
| 2  | フィンランド | 1  | 0  | 1  | 2  |
| 3  | ノルウェー   | 0  | 2  | 0  | 2  |